# Loch Katrine
Loch Katrine (gael. Loch Ceiterein) – jezioro w Szkocji, w hrabstwie Stirling. Jego długość to 13 km, a szerokość 1 km.
Jezioro Waltera Scotta w Pani Jeziora to właśnie Loch Katrine.
Po wodach Loch Katrine od 1900 roku pływa wiktoriański parowiec "Sir Walter Scott"